# لطیف کریموف
لطیف کریموف (ترکی آذربایجانی: Lətif Kərimov; ۱۷ نوامبر ۱۹۰۶ – ۱ ژانویهٔ ۱۹۹۱) یک هنرمند، پدیدآور و طراح فرش اهل جمهوری آذربایجان بود.
شهرت او علاوه بر طراحی نقوش فرش، مشارکت در زمینه‌های مختلف هنری و همچنین نگارش چندین کتاب دربارهٔ قالی آذربایجانی است.
لطیف در سال ۱۹۰۶ میلادی در شهر شوشی در جمهوری قره‌باغ کوهستانی زاده شد. پدرش «مشهدی حسین» یک کلاهدوز و مادرش «تِـلی»، فرش‌باف بود. لطیف در سال ۱۹۱۰ میلادی (۱۲۸۹ خورشیدی) به همراه خانواده‌اش به ایران آمد و در محلهٔ قره‌باغی شهر مشهد سکنا گزیدند. او تا سن ۱۴ سالگی در یکی از مکتب‌خانه‌های مشهد درس خواند و سپس در یک کارگاه و فروشگاه فرش‌بافی مشغول به کار شد و هنر فرش‌بافی را در آنجا آموخت. او که مصمم بود هنر مادرش را به‌خوبی بیاموزد، در سرتاسر ایران سفر کرد تا این هنر خود را به کمال برساند. وی علاقه‌مندی‌های گوناگونی داشت، از بوکس تا ادبیات و هنرهای نمایشی. کمی بعد کنسولگری روسیه در تهران از او دعوت کرد تا یکی از اعضای کلوپ فرهنگی روسیه باشد. در اینجا بود که او نمایش‌نامه‌هایی از عزیر حاجی‌بیگف را بازی و کارگردانی کرد و «گروه کر آذربایجانی» را پایه‌گذاری کرد.
او در حوالی سال‌های ۱۹۲۰ میلادی به یک جنبش اجتماعی-کارگری در مشهد پیوست که خواهان ارتقای شرایط کاریِ فرش‌بافان و ۸ ساعت کار روزانه بود. وی را، در سال ۱۹۲۹ میلادی به مأموریتی به افغانستان فرستادند تا وضعیت تئاتر در این کشور را سامان دهد؛ اما او دو ماه بعد به ایران بازگشت، چرا که قادر به تحمل شرایط دشوار زندگی در افغانستان نبود. در همان سال، او تابعیت کشور اتحاد جماهیر سوسیالیستی شوروی را پذیرفت و دولت ایران که فعالیت‌های مدنی او مظنون شده بود، به او پیشنهاد تا ایران را ترک کند و او نیز پذیرفت.